# Зона мртвих
Зона мртвих (енгл. Zone of the Dead) је српски филм из 2009. године. Режирали су га Милан Коњевић и Милан Тодоровић, а сценарио су писали Вукота Брајовић и Милан Коњевић.
Филм је своју премијеру имао 22. фебруара 2009. године на београдском Фесту. Приказан је на бројним фестивалима у земљи и иностранству.
Главну улогу у филму тумачи чувени глумац у хорор филмовима Кен Фори.

## Радња
"Зона мртвих" говори о еколошкој катастрофи у Панчеву чија је последица - зомбификација становништва.
У целој Србији одвијају се војне вежбе, и Панчево постаје град под опсадом. На железничкој станици, стицајем околности, долази до испуштања експерименталног и веома опасног биохемијског отрова у ваздух. Иако му је намена непозната, изгледа да отров претвара жртве у безумна бића жељна крви. У исто време агенти Интерпола, у сарадњи са српским снагама, спроводе транспорт затвореника из Вршца у Београд. У транспорту је само један једини затвореник, мистериозне прошлости, и наизглед веома опасан. На другом крају града, амбициозни, страни новинар са групом локалних пријатеља, креће пут железничке станице, како би направио ексклузивну репортажу о испуштању отровног гаса. Убрзо наилазе на прве заражене становнике, и схватају да је бекство из града једини излаз. И Интерполов транспорт наилази на заражене, те наизглед рутински задатак постаје паклена борба на живот и смрт. Агент Интерпола, схвата да је једина шанса за опстанак удруживање снага са опасним затвореником, који је некако повезан са догађајима који се одигравају око њих. 
Све линије приче ће се повезати у локалној полицијској станици, где ће се наћи агенти Интерпола, затвореник, страни новинар и његови пријатељи. Иако наизглед сигурни иза дебелих зидова, чекајући појачање, јунаци не схватају да је права опасност ту, међу њима, и да ће њихова сигурност бити нарушена ужасима које нико није ни слутио...

## Улоге
| Глумац             | Улога                |
| ------------------ | -------------------- |
| Кен Фори           | агент Мортимер Рејес |
| Кристина Клеб      | агент Мина Милиус    |
| Емилио Росо        | затвореник           |
| Миодраг Крстовић   | Белић                |
| Вукота Брајовић    | Армагедон            |
| Бојан Димитријевић | полицајац новајлија  |
| Искра Брајовић     | Јована               |
| Ненад Ћирић        | председник           |
| Зоран Миљковић     | Милан                |
| Марко Јањић        | Јан                  |
| Вахидин Прелић     | Агент Ботин          |